# Zalaszántó, Zala
Zalaszántó  este un sat în districtul Keszthely, județul Zala, Ungaria, având o populație de 982 de locuitori (2011). 

## Demografie
Componența etnică a satului Zalaszántó
     Maghiari (89,35%)
     Romi (5,88%)
     Germani (3,65%)
     Necunoscut (1,12%)
     Alții (1,12%)
Componența confesională a satului Zalaszántó
     Romano-catolici (69,76%)
     Fără religie (8,25%)
     Reformați (1,53%)
     Necunoscută (19,45%)
     Alte religii (2,65%)
Conform recensământului din 2011, satul Zalaszántó avea 982 de locuitori. Din punct de vedere etnic, majoritatea locuitorilor (89,35%) erau maghiari, existând și minorități de romi (5,88%) și germani (3,65%). Apartenența etnică nu este cunoscută în cazul a 1,12% din locuitori.  Din punct de vedere confesional, majoritatea locuitorilor (69,76%) erau romano-catolici, existând și minorități de persoane fără religie (8,25%) și reformați (1,53%). Pentru 19,45% din locuitori nu este cunoscută apartenența confesională.